# Știețești
Știețești – wieś w Rumunii, w okręgu Gałacz, w gminie Drăgușeni. W 2011 roku liczyła 301 mieszkańców.